# Krokvattenstjärnet
Krokvattenstjärnet är en sjö i Årjängs kommun i Värmland och ingår i Göta älvs huvudavrinningsområde. Sjön har en area på 0,0989 kvadratkilometer och ligger 242,3 meter över havet. Sjön avvattnas av vattendraget Bjurånaälven.

## Delavrinningsområde
Krokvattenstjärnet ingår i det delavrinningsområde (659845-130930) som SMHI kallar för Mynnar i Stora Gla. Medelhöjden är 217 meter över havet och ytan är 20,19 kvadratkilometer. Det finns inga avrinningsområden uppströms utan avrinningsområdet är högsta punkten. Bjurånaälven som avvattnar avrinningsområdet har biflödesordning 4, vilket innebär att vattnet flödar genom totalt 4 vattendrag innan det når havet efter 278 kilometer. Avrinningsområdet består mestadels av skog (94 procent). Avrinningsområdet har 0,55 kvadratkilometer vattenytor vilket ger det en sjöprocent på 2,7 procent.